# Селитьбинский сельсовет
Селитьбинский сельсовет — сельское поселение в Сосновском районе Нижегородской области. Административный центр — село Селитьба.

## История
Статус и границы сельского поселения установлены Законом Нижегородской области от 15 июня 2004 года № 60-З «О наделении муниципальных образований - городов, рабочих посёлков и сельсоветов Нижегородской области статусом городского, сельского поселения».

## Население
| 2002 | 2010  | 2012  | 2013  | 2014  | 2015  | 2016 |
| ---- | ----- | ----- | ----- | ----- | ----- | ---- |
| 1269 | ↘1086 | ↘1077 | ↘1068 | ↘1046 | ↘1011 | ↘976 |
| 2017 | 2018  | 2019  | 2020  | 2021  |       |      |
| ↘960 | ↘954  | ↘921  | ↘906  | ↘799  |       |      |

## Состав сельского поселения
| № | Населённый пункт | Тип населённого пункта       | Население |
| - | ---------------- | ---------------------------- | --------- |
| 1 | Бочиха           | село                         | ↘39       |
| 2 | Селитьба         | село, административный центр | ↘1047     |